# Lionel Rouxel
Lionel Rouxel (* 16. August 1970 in Dinan) ist ein ehemaliger französischer Fußballspieler.

## Karriere
Rouxel war seiner Heimat, der Bretagne, sehr verbunden und spielte lange Zeit für EA Guingamp. Der Klub spielte zu Beginn der 1990er-Jahre in der zweiten Liga, befand sich jedoch eher in den unteren Regionen der Tabelle. Als die bislang zweigleisige Liga am Ende der Spielzeit 1992/93 auf eine Liga umgestellt wurde, konnte sich Guingamp nicht für die neue zweite Liga qualifizieren. Doch mit dem Abstieg begann die Zeit eines erfolgreichen Sturmduos, bestehend aus Rouxel und Stéphane Guivarc’h. Nach einem Jahr Drittklassigkeit konnte die Mannschaft wieder aufsteigen. 1995 gelang der direkte Durchmarsch in die erste Liga. Dort wurde Guingamp zum Überraschungsteam und konnte sich über den UI-Cup für den Europapokal qualifizieren. 1997 stand das Team im Pokalfinale, das aber gegen den OGC Nizza nach Elfmeterschießen verloren ging. 1998 verließ Rouxel Guingamp und wechselte zum damaligen Erstligisten Racing Straßburg. Nach einer mäßigen ersten Saison kam er in der zweiten Saison kaum noch zum Einsatz und wechselte 2000 zu Stade Laval. Bei dem Zweitligisten zeigte er bessere Leistungen und erzielte in seiner ersten Saison zwölf Tore. 2002 ging er zum Paris FC, wo er seine Karriere nach einem Jahr in der vierten Liga beendete. Nach seinem Karriereende war er zunächst Jugendtrainer beim Paris FC und kehrte 2006 als Jugendtrainer nach Guingamp zurück.